# هری اوناپو
هری اوناپو (استونیایی: Harri Õunapuu؛ زادهٔ ۲ فوریهٔ ۱۹۴۷) سیاست‌مدار و نماینده سابق مجلس اهل استونی است. وی از سال ۱۹۹۱ تا ۱۹۹۲ وزیر کشاورزی و از سال ۲۰۰۲ تا ۲۰۰۳ وزیر دارایی استونی بوده است.